# Джаред Падалеки
Джаред Тристан Падалеки (на английски: Jared Padalecki) е американски актьор. Той е израснал в Тексас и става известен в началото на века след участието си в телевизионния сериал „Момичетата Гилмор“, както и в няколко холивудски филми като „Да изчезнеш в Ню Йорк“ и „Къщата на восъка“. Джаред участва в телевизионната поредица на CW „Свръхестествено“ в ролята на Сам Уинчестър.

## Биография
Джаред е роден в Сан Антонио, Тексас в семейството на гимназиалната учителка по английски език Шарън Камър (Шери) и данъчния инспектор Джералд Падалеки (Джери). Има по-голям брат, Джефри, и по-малка сестра, Меган. Джаред започва да взима уроци по актьорско майсторство на 12-годишна възраст. През 1998 г. заедно със своя съученик Крис Кардийнс побеждава в секцията по двойки на Националния Турнир по Риторика, организиран от Националната Юридическа Лига. Година по-късно Джаред участва и впоследствие печели състезанието „Пътят към славата“ (на английски: Claim to Fame), което е спонсорирано от Teen Choice Awards. След победата си получава няколко предложения от модни и актьорски агенции, но избира да се върне обратно вкъщи и първо да завърши училище. През последната си година в гимназията „Джеймс Медисън“ Джаред е обявен за кандидат на Президентска Стипендиантска програма и планира да запише инженерна специалност в Тексаския университет. Скоро след завършването си обаче решава да преследва актьорската си мечта и се мести в Лос Анджелис, Калифорния.
Джаред участва като гостуващ актьор в няколко сериала преди да изиграе ролята на Дийн Форестър в хитовата драмедия на Warner Brothers „Момичетата Гилмор“ (на английски: Gilmore girls), чийто образ развива до 2005 година. Междувременно играе в баскетболния отбор на Холивудските рицари (на английски: Hollywood Knights) и участва в телевизионния сериал „Младият МакГайвър“ (на английски: Young MacGyver) в ролята на Клей МакГайвър (продукцията претърпява неуспех и не стига до ефир). Следват поредица от роли на големия екран във филмите „Пръстен от безкрайна светлина“ (на английски: A Ring of Endless Light), „Полетът на Феникса“ (на английски: Flight of the Phoenix), „Деца на килограм“ (на английски: Cheaper By the Dozen), „Приключения в Ню Йорк“(на английски: New York Minute), „Къщата на восъка“ (на английски: House of Wax). През 2005 г. Джаред участва във „Вълк единак“ (на английски: Cry Wolf), където се запознава с дългогодишната си приятелка Сандра МакКой. Двамата обявиха годежа си през пролетта на 2008, но само няколко месеца по-късно се разделиха официално. 

През 2005 г. Джаред печели кастинга за ролята на Сам Уинчестър в „Свръхестествено“ (на английски: Supernatural), където си партнира с Дженсън Екълс. По време на почивките между сезоните Джаред приема главни роли в биографичния филм за Томас Кинкейд „Коледата на Томас Кинкейд“ (на английски: Thomas Kinkade's Home for Christmas) и римейка на класическия хорър „Петък 13-и“ (на английски: Friday the 13th). Освен това се появи като водещ на шоуто „Стая 401“ (на английски: Room 401) по MTV.

## Филмография
- Свръхестествено – Сам Уинчестър / 2005 – 2020
- Петък 13-и – Клей Милър / 2009
- Коледата на Томас Кинкейд – Томас Кинкейд / 2007
- Стая 401 – водещ / 2007
- Вълк единак – Том / 2005
- Къщата на восъка – Уейд / 2005
- Момичетата Гилмор – Дийн Форестър / 2000 – 2005
- Полетът на Феникса – Джон Дейвис / 2004
- Приключения в Ню Йорк – Трей Лайптън / 2004
- Младият Мак Гайвър – Клей МакГайвър / 2003
- Деца на килограм – Побойник / 2003
- Пръстен от безкрайна светлина – Закари Грей / 2002
- Спешно отделение – Пол Харис / 2001
- Близо до дома / 2001
- Неми свидетели – Сам / 2000
- Татко и аз – Мат Нелсън / 1999

## Още
- От полски произход е.
- Висок е 193 см.
- Очите му са пъстри (със зеленикав и лешников оттенък).
- Има две кучета – Харли и Сейди.
- През 2006 г. печели звездния турнир по покер в Канада.
- През 2007 г. влиза в прочутия списък на списание People за най-сексапилните мъже и оглавява листата на TV Guide с 50-те най-секси мъже по телевизията.
- Участва в кампанията на PETA срещу кожените облекла.